# Rohonci úti Stadion
Das Rohonci úti Stadion war ein Fußballstadion mit Leichtathletikanlage in der ungarischen Stadt Szombathely. Der Hauptnutzer war der Fußballverein Haladás Szombathely. Erbaut wurde das Stadion 1923 und verfügte zuletzt über eine Kapazität von 12.500 Zuschauern. Von 2016 bis 2017 wurde es durch den Haladás Sportkomplexum mit 8903 Sitzplätzen, an gleicher Stelle, ersetzt.